# Хенинген (Рајна-Палатинат)
Хенинген (њем. Hönningen) општина је у њемачкој савезној држави Рајна-Палатинат. Једно је од 74 општинска средишта округа Арвајлер. Према процјени из 2010. у општини је живјело 1.097 становника. Посједује регионалну шифру (AGS) 7131029.

## Географски и демографски подаци
Хенинген се налази у савезној држави Рајна-Палатинат у округу Арвајлер. Општина се налази на надморској висини од 200 метара. Површина општине износи 10,0 km². У самом мјесту је, према процјени из 2010. године, живјело 1.097 становника. Просјечна густина становништва износи 109 становника/km².